# Норминское сельское поселение
Но́рминское се́льское поселе́ние — муниципальное поселение в Балтасинском районе Татарстана.
Административный центр — село Норма.

## География
Сельское поселение находится в северной части Татарстана, в юго-восточной части Балтасинского района.

## Население
| 2010  | 2011  | 2012  | 2013  | 2014  | 2015  | 2016  |
| ----- | ----- | ----- | ----- | ----- | ----- | ----- |
| 3600  | ↘3597 | ↗3599 | ↘3595 | ↘3556 | ↗3562 | ↘3530 |
| 2017  | 2018  |       |       |       |       |       |
| ↘3513 | ↗3528 |       |       |       |       |       |

## Состав сельского поселения
В состав сельского поселения входят 6 населённых пунктов:
| № | Населённый пункт | Тип населённого пункта       | Население |
| - | ---------------- | ---------------------------- | --------- |
| 1 | Карелино         | село                         |           |
| 2 | Килеево          | село                         |           |
| 3 | Норма            | село, административный центр |           |
| 4 | Нормабаш         | деревня                      |           |
| 5 | Пускань          | деревня                      |           |
| 6 | Чапшар           | село                         |           |